# Climacoceratidae
A Climacoceratidae az emlősök (Mammalia) osztályába és a párosujjú patások (Artiodactyla) rendjébe tartozó fosszilis család.

## Tudnivalók
A Climacoceratidae család (magyarul: „létra szarvúak”), miocén kori párosujjú patásokból áll, amelyek közeli rokonságban állnak a mai zsiráffélékkel. A két csoport annyira hasonlít egymásra, hogy a Climacoceratidae családhoz tartozó Prolibytherium-okat korábban zsiráffélének vélték.
A Climacoceratidae-fajok nem voltak mindig saját, önálló családban. A fajokat először a fosszilis Palaeomerycidae család fajai közé sorolták, ezt követően a zsiráffélék közé, míg 1978-ban W. R. Hamilton megalkotta az új családot, amelyet közeli rokonságba sorolt a zsiráffélékkel.
Ezek a régen élt állatok abban különböznek a zsiráfféléktől, hogy a fejükön szarvként szolgáló csontos képződmények agancsszerűen elágaznak.

## Rendszerezés
A családba az alábbi 6 nem tartozik:
- Climacoceras MacInnes, 1936 - típusnem; miocén; Afrika, Európa
- Nyanzameryx
- Orangemeryx
- Prolibytherium Arambourg, 1961 - középső miocén; Afrika, Ázsia
- Propalaeoryx
- Sperrgebietomeryx

### Fordítás
- Ez a szócikk részben vagy egészben  a   Climacoceratidae című angol Wikipédia-szócikk ezen változatának fordításán alapul.  Az eredeti cikk szerkesztőit annak laptörténete sorolja fel. Ez a jelzés csupán a megfogalmazás eredetét és a szerzői jogokat jelzi, nem szolgál a cikkben szereplő információk forrásmegjelöléseként.